# Jafet
Jafet (hebrejsko יֶפֶת Yép̄eṯ, v pavzi יָפֶת Yā́p̄eṯ; grško Ἰάφεθ Iápheth; latinsko Iafeth, Iapheth, Iaphethus, Iapetus) je eden od treh Noetovih sinov v Genezi, kjer je igral vlogo v zgodbi o Noetovi pijanosti in Hamovem prekletstvu, in kasneje v Tabeli narodov kot predhodnik ljudstev Egejskega morja, Anatolije in drugod. V srednjeveški in zgodnje sodobni evropski tradiciji je veljal za prednika Evropejcev. V islamski tradiciji med njegove potomce spadajo tudi Kitajci.

## Etimologija
Pomen imena Jafet je sporen. Obstajata dva možna vira pomena imena:
- iz aramejskega korena פתה, kar pomeni razširiti. V tem primeru bi ime pomenilo naj razširi (Raši).
- iz hebrejskega korena יפה, kar pomeni lepota, in bi v tem primeru ime pomenilo lep.

## Jafet v Genezi
Jafet se je prvič pojavil v Hebrejski bibliji kot eden od treh Noetovih sinov, ki so se rešili pred potopom s pomočjo barke. V Genezi so vedno v vrstnem redu »Sem, Ham in Jafet«, in so vedno navedeni. Vendar pa 1 Mz 9,24 šteje Hama za najmlajšega, in 1 Mz 10,21 dvoumno omenja Sema kot »Jafetovega starejšega brata«, kar bi lahko pomenilo, da je eden od njiju najstarejši. Večina sodobnih piscev sprejema vrstni red Sem-Ham-Jafet, ki odraža zaporedje rojstev, vendar to ni vedno tako: Mojzes in Rahela sta tudi na čelu takšnih seznamov kljub eksplicitnim opisom, da sta mlajša brat in sestra.
Po potopu je Jafet predstavljen v zgodbi o Noetovi pijanosti. Ham vidi Noeta pijanega in golega v svojem šotoru in pove svojim bratom, ki nato svojega očeta pokrijejo s plaščem, medtem ko se izogibajo pogledu. Ko se Noe zbudi, preklinja Kanaana, Hamovega sina, ter blagoslovi Sema in Jafeta: »Blagoslovljen Gospod, Semov Bog; Kánaan mu bodi za hlapca! Naj Bog razširi Jafetov prostor, naj ga naseli v Semovih šotorih in Kánaan mu bodi za hlapca!«(1 Mz 9,26)
Poglavje 10 Geneze, Tabele narodov, opisuje, kako so Zemljo naselili Noetovi sinovi po potopu, začenši z Jafetovimi potomci (1 Mz 10):
|         |         |         |         |         |         |       |       |       |       |       |       |       |       |       |       |         |         |         |         |         |         |       |       | Jafet |       |       |       |       |       |       |       |        |        |        |        |        |        |       |       |       |       |       |       |       |       |       |       |         |         |         |         |         |         |       |       |       |       |  |  |  |  |  |  |  |  |  |  |  |  |  |  |  |  |  |  |  |  |  |  |  |  |  |  |  |  |  |  |  |  |  |  |  |  |  |  |  |  |
|         |         |         |         |         |         |       |       |       |       |       |       |       |       |       |       |         |         |         |         |         |         |       |       |       |       |       |       |       |       |       |       |        |        |        |        |        |        |       |       |       |       |       |       |       |       |       |       |         |         |         |         |         |         |       |       |       |       |  |  |  |  |  |  |  |  |  |  |  |  |  |  |  |  |  |  |  |  |  |  |  |  |  |  |  |  |  |  |  |  |  |  |  |  |  |  |  |  |
|         |         |         |         |         |         |       |       |       |       |       |       |       |       |       |       |         |         |         |         |         |         |       |       |       |       |       |       |       |       |       |       |        |        |        |        |        |        |       |       |       |       |       |       |       |       |       |       |         |         |         |         |         |         |       |       |       |       |  |  |  |  |  |  |  |  |  |  |  |  |  |  |  |  |  |  |  |  |  |  |  |  |  |  |  |  |  |  |  |  |  |  |  |  |  |  |  |  |
|         |         |         |         | Gomer   | Gomer   | Gomer | Gomer | Gomer | Gomer |       |       | Magog | Magog | Magog | Magog | Magog   | Magog   |         |         | Madaj   | Madaj   | Madaj | Madaj | Madaj | Madaj |       |       | Javan | Javan | Javan | Javan | Javan  | Javan  |        |        | Tubal  | Tubal  | Tubal | Tubal | Tubal | Tubal |       |       | Mešek | Mešek | Mešek | Mešek | Mešek   | Mešek   |         |         | Tiras   | Tiras   | Tiras | Tiras | Tiras | Tiras |  |  |  |  |  |  |  |  |  |  |  |  |  |  |  |  |  |  |  |  |  |  |  |  |  |  |  |  |  |  |  |  |  |  |  |  |  |  |  |  |
|         |         |         |         | Gomer   | Gomer   | Gomer | Gomer | Gomer | Gomer |       |       | Magog | Magog | Magog | Magog | Magog   | Magog   |         |         | Madaj   | Madaj   | Madaj | Madaj | Madaj | Madaj |       |       | Javan | Javan | Javan | Javan | Javan  | Javan  |        |        | Tubal  | Tubal  | Tubal | Tubal | Tubal | Tubal |       |       | Mešek | Mešek | Mešek | Mešek | Mešek   | Mešek   |         |         | Tiras   | Tiras   | Tiras | Tiras | Tiras | Tiras |  |  |  |  |  |  |  |  |  |  |  |  |  |  |  |  |  |  |  |  |  |  |  |  |  |  |  |  |  |  |  |  |  |  |  |  |  |  |  |  |
|         |         |         |         |         |         |       |       |       |       |       |       |       |       |       |       |         |         |         |         |         |         |       |       |       |       |       |       |       |       |       |       |        |        |        |        |        |        |       |       |       |       |       |       |       |       |       |       |         |         |         |         |         |         |       |       |       |       |  |  |  |  |  |  |  |  |  |  |  |  |  |  |  |  |  |  |  |  |  |  |  |  |  |  |  |  |  |  |  |  |  |  |  |  |  |  |  |  |
| Aškenaz | Aškenaz | Aškenaz | Aškenaz | Aškenaz | Aškenaz |       |       | Rifat | Rifat | Rifat | Rifat | Rifat | Rifat |       |       | Togarma | Togarma | Togarma | Togarma | Togarma | Togarma |       |       | Eliša | Eliša | Eliša | Eliša | Eliša | Eliša |       |       | Taršiš | Taršiš | Taršiš | Taršiš | Taršiš | Taršiš |       |       | Kitim | Kitim | Kitim | Kitim | Kitim | Kitim |       |       | Dodanim | Dodanim | Dodanim | Dodanim | Dodanim | Dodanim |       |       |       |       |  |  |  |  |  |  |  |  |  |  |  |  |  |  |  |  |  |  |  |  |  |  |  |  |  |  |  |  |  |  |  |  |  |  |  |  |  |  |  |  |

## Jafetov izvor
Geneza je prva od petih knjig Tore, ki vsebuje poročilo o izvoru Izraela kot ljudstva. Nekateri znanstveniki to vidijo kot produkt Ahemenidskega cesarstva (verjetno od 450 do 350 pr. n. št.), čeprav bi nekateri umestili njegov nastanek  v helenistično obdobje (med 333 in 164 pr. n. št.) ali celo v dinastijo Hasmonejcev (med 140 in 37 pr. n. št.). Ker skoraj nobena od oseb, krajev in zgodb v prvih enajstih poglavjih Geneze (imenovanih prvotna zgodovina) ni nikoli omenjena nikjer drugje kot v Svetem pismu, nekateri učenjaki domnevajo, da je zgodba o Jafetu in njegovih bratih poznejša kompozicija, priložena Genezi da služi kot uvod v to knjigo in Toro.
Jafet (v hebrejščini Jafet ali Jefet) je morda prečrkovanje grškega Iapetosa, prednika Helenov. Njegovi sinovi in vnuki ga povezujejo z geografskim območjem vzhodnega Sredozemlja in Male Azije – Jonija/Javan, Rodos/Rodanim, Ciper/Kittim in druge točke v regiji Grčije in Male Azije. Zdi se, da je smisel »Jafetovega blagoslova« v tem, da bi Jafet (ljudstvo grškega porekla) in Sem (izraeliti) skupaj vladala Kanaanu (Palestini). Od 19. stoletja do poznega 20. stoletja je bilo običajno videti Jafeta kot sklicevanje na Filistejce, ki so si delili oblast nad Kanaanom v predmonarhičnem in zgodnjem monarhičnem obdobju zgodovine Izraela. To stališče je v skladu z razumevanjem izvora Geneze, za katero je veljalo, da je bila sestavljena po stopnjah, začenši s časom kralja Salomona, ko so še obstajali Filistejci (izginili so iz zgodovine po asirskem osvajanju Kanaana). Vendar pa 1 Mz 10,14 opredeljuje njihovega prednika kot Hama in ne Jafeta.

## Potomci
V Svetem pismu je Jafetu pripisano sedem sinov: Gomer, Magog, Tiras, Javan, Mešek, Tubal in Madaj. Po Jožefu Flaviju (Judovska zgodovina I.6):
Jafet, Noetov sin, je imel sedem sinov: prebivali so tako, da so začeli pri gorovju Taurus in Amanus, nadaljevali po Aziji, do reke Tanais (Don) in po Evropi do Cádiza; in so se naselili v deželah, ki jih razsvetljujejo in ki jih še nihče ni naselil, so narode imenovali z lastnimi imeni.
Flavij je nato podrobno opisal narode, ki naj bi izhajali od sedmih Jafetovih sinov.
»Jašerjeva knjiga«, ki so jo izdali talmudski rabini v 17. stoletju, zagotavlja nekaj novih imen za Jafetove vnuke, ki jih v Svetem pismu ni mogoče najti, in zagotavlja veliko podrobnejšo genealogijo.

### Evropejci
V 7. stoletju je nadškof Izidor Seviljski napisal svoje opazno enciklopedično-zgodovinsko delo Etymologiae, v katerem je sledil izvoru večine evropskih narodov vse do Jafeta. Učenjaki v skoraj vseh evropskih državah so še naprej ponavljali in razvijali Izidorjevo trditev o spustu od Noeta prek Jafeta v 19. stoletje.
Igra Williama Shakespeara Henrik IV., drugi del vsebuje zvit komentar o ljudeh, ki trdijo, da so povezani s kraljevimi družinami. Princ Hal prepoznava takšne ljudi,
... nam bodo sorodniki ali pa ga bodo prinesli od Jafeta. (II.ii 117-18)
Gruzijski zgodovinar in jezikoslovec Ivan Džavahišvili je Jafetove sinove povezal z nekaterimi starodavnimi plemeni, imenovanimi Tubali (Tabali, grško Tibarenoi) in Mešeki (Mešehi/Mosoki, grško Moschoi), za katere trdijo, da predstavljajo neindoevropska in nesemitska, verjetno »protoiberska« plemena Male Azije iz 3. do 1. tisočletja pr. n. št.
V poljskem izročilu sarmatizma naj bi Sarmati, iransko ljudstvo, izhajali od Jafeta, Noetovega sina, kar je poljskemu plemstvu omogočilo predstavljati si, da je njihovo poreklo mogoče izslediti neposredno do Noeta.
Na Škotskem so bile zgodovine, ki spremljajo škotska ljudstva do Jafeta, objavljene šele kot dobro sprejeto delo Caledonia Georgea Chalmersa, objavljeno v 3 zvezkih od leta 1807 do 1824.

## V islamski tradiciji
Jafet v Koranu po imenu ni omenjen, ampak je naveden posredno v pripovedi o Noetu (Koran 7:64, 10:73, 11:40, 23:27, 26:119). Muslimanska eksegeza Korana pa poimenuje vse Noetove sinove, med njimi tudi Jafeta. Pri identifikaciji Jafetovih potomcev se muslimanska eksegeza večinoma ujema s svetopisemsko tradicijo. V islamski tradiciji se običajno šteje za prednika plemen Gog in Magog. Islamska tradicija se prav tako nagiba k identifikaciji Jafetovih potomcev, kot so Turki, Hazari, Kitajci, Mongoli in Slovani. Po besedah Abu al Gazija Bahadurja, ki je napisal besedilo iz 17. stoletja, Genealogija Turkmencev (Šajara-i Tarākima), so Hamovi potomci odšli v Afriko, Sam v Iran, Jafes (Jafet) pa na bregove Itila in Jaika. Imel je osem sinov po imenu Turk, Hazar, Saklab, Rus, Ming, Čin, Kemeri in Tarik. Ko je Jafet umiral, je za naslednika postavil Turka, svojega prvorojenega sina. Po mnenju hujskega muslimanskega pisatelja Liuja Žija je po Noetovi poplavi Jafet podedoval Kitajsko kot vzhodni del Zemlje, medtem ko je Sem podedoval Arabijo kot srednji del, Ham pa Evropo kot zahodni del sveta.
Nekatere muslimanske tradicije pripovedujejo, da je 36 jezikov sveta mogoče izslediti vse do Jafeta.

## V popularni kulturi
Jafet je glavni lik v drugem dejanju muzikala Stephena Schwartza, Children of Eden. V tej izvedbi se je Jafet zaljubil v družinsko služabnico Jono (v celoti ustvarjeno za predstavo). Želi jo pripeljati na barko, da bi ji omogočil preživetje poplave, vendar Noe to prepove, saj Oče (Bog) poskuša zbrisati svet brez Kajnovih potomcev. Jona izvira od Kajna, kljub dobremu srcu in ljubezni družine. Jafet jo na skrivaj pripelje na krov in na koncu jo odkrijeta Ham in Sem. Jafet jo brani pred Noetom in v svoji jezi namerava ubiti Sema. Jona se ustavi in ga pomiri, Noe pa se odloči, da ji pusti ostati. Poplava mine in vsi bratje se odpravijo v različne pokrajine, da bi naselili svet, toda Jafet in Jona se odločita, da želita iskati Eden. Noe blagoslovi njihovo potovanje tako, da Adamovo palico poda Jafetu. Manjše igralske zasedbe šova imajo običajno igralca, ki upodablja Kajna in tudi Jafeta.